# خیابان اسپلاناد

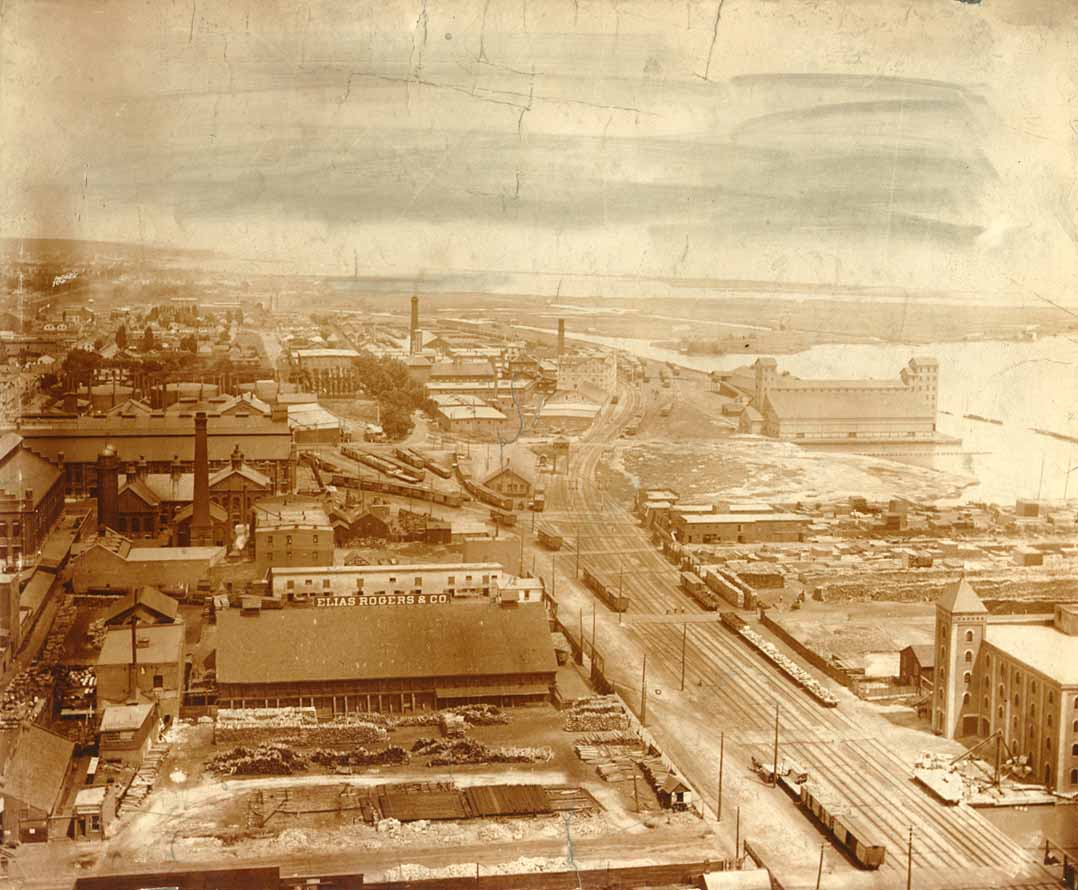
نگاره‌ای کهن از خیابان اسپلاناد در انتاریو - ۱۸۹۴

خیابان اسپلاناد (انگلیسی: The Esplanade) یک خیابان شرقی-غربی در امتداد ساحل مرکزی تورنتو، انتاریو، کانادا است. این خیابان که در ابتدا به عنوان یک پروژه زیباسازی شهر برای پاکسازی اسکله شهر در دهه ۱۸۵۰ در نظر گرفته شد، با آمدن راه‌آهن به تورنتو در سال ۱۸۵۰ تصاحب شد. راه‌آهن در نهایت به یک راه‌آهن مرتفع منتقل شد و تنها بخش شرقی خیابان باقی ماند. این منطقه، در شرق خیابان یانگ، تا نیمه دوم قرن بیستم تحت تسلط کاربری‌های صنعتی بود.